# غوردون كلايتون
غوردون كلايتون (بالإنجليزية: Gordon Clayton)‏ (9 يوليو 1910 بسندرلاند في المملكة المتحدة - 1976) هو لاعب كرة قدم بريطاني (وحمل سابقاً جنسية المملكة المتحدة لبريطانيا العظمى وأيرلندا) في مركز الهجوم. لعب مع أستون فيلا ونادي بيرنلي ووولفرهامبتون واندررز.